# Tłustogon afrykański
Tłustogon afrykański (Pachyuromys duprasi) – gatunek niewielkiego gryzonia z podrodziny myszoskoczków (Gerbillinae) w obrębie rodziny myszowatych (Muridae), występujący w Afryce Północnej i Zachodniej.

## Zasięg występowania
Tłustogon afrykański występuje w suchych regionach Maroka, Sahary Zachodniej, północnej Mauretanii, Algierii, północnego Mali, Tunezji, Libii i Egiptu.

## Taksonomia
Rodzaj i gatunek po raz pierwszy zgodnie z zasadami nazewnictwa binominalnego opisał w 1880 roku francuski zoolog Fernand Lataste nadając im odpowiednio nazwę Pachyuromys i Pachyuromys duprasi. Holotyp pochodził z Al-Aghwat, w Algierii. Jedyny przedstawiciel rodzaju tłustogon (Pachyuromys).
Monotypowość rodzaju Pachyuromys wsparta jest cechami morfologicznymi, chromosomowymi i molekularnymi. Wydaje się być jednym z bazalnych członków plemienia Gerbillini i został umieszczony w podplemieniu Pachyuromina. Autorzy Illustrated Checklist of the Mammals of the World uznają ten takson za gatunek monotypowy.

### Etymologia
- Pachyuromys: gr. παχυς pakhus „wielki, gruby”; ουρα oura „ogon”; μυς mus, μυος muos „mysz”[16].
- duprasi: monsieur Dupras (brak daty urodzenia i śmierci), przyjaciel Lataste’a, który w pierwotnym opisie nie podaje nic więcej poza tym nazwiskiem, ale zaznacza, że Dupras był fr. graveur sur pierres fines (grawerem kamieni półszlachetnych)[17].

## Charakterystyka
Tłustogon afrykański ma długie, puszyste futerko o zróżnicowanym kolorze. Od szarego podpalanego do czarnego. Umaszczenie bywa różne dla podgatunków. Oczy owalne, uszy sterczące różowawe. Ogon pełni funkcję magazynu tłuszczu i wody. Chudy ogon bywa oznaką niedożywienia.
Długość ciała (bez ogona) 93–120 mm, długość ogona 55–65 mm, długość ucha 12–16 mm, długość tylnej stopy 22–24 mm; masa ciała 22–65 g. Kariotyp wynosi 2n = 54, FNa = 62.

## Ekologia

### Środowisko naturalne
Tłustogon afrykański zamieszkuje piaszczyste tereny, pokryte skąpą roślinnością. Rzadziej na pustyniach skalistych. Żyją w norach o głębokości do 1 m. Znane są z tego, że zajmują również nory przygotowane przez inne zwierzęta. Aktywne są raczej w porach nocnych. W niewoli fazy aktywności są przedzielone dłuższymi drzemkami.

### Zachowanie
Tłustogon afrykański jest bardzo łagodny i łatwy w oswajaniu. W stosunku do człowieka nie jest raczej agresywny, ale w stosunku do członków gatunku może być napastliwy. Znane są przypadki zagryzania i zjadania młodych przez samicę.

### Komunikacja
Samce tłustogona afrykańskiego mają na brzuch gruczoły zapachowe. Wydzieliną oznaczają swoje terytorium. W komunikacji korzystają także z gamy dźwięków.

### Żywienie
Na wolności tłustogon afrykański jest owadożerny, choć stwierdzono także żerowanie na lokalnej roślinności. Między innymi zjadają Anabasis articulata i Artemisia monosperma. W niewoli zjadają świerszcze, chrząszcze, ziarna, różne warzywa, owoce, nasiona. W sklepach zoologicznych są dostępne gotowe karmy dla gryzoni. 

### Rozmnażanie
Ciąża trwa od 19-22 dni. W niewoli stwierdzono, że rodzi się zazwyczaj 3-9 młodych. Zazwyczaj w okresie od kwietnia do listopada. Młode pozostają pod opieką samicy i karmione mlekiem do ok. 3-4 tygodni. Po urodzeniu są ślepe i nagie. Roli samca w opiece nad młodymi nie stwierdzono. Długość życia - tłustogon afrykański żyje ok. 2 lat, w niewoli dłużej.
Rozród na wolności nie został dobrze opisany w literaturze. Zaobserwowany w hodowli rytuał towarzyszący kopulacji jest zaskakujący. Samiec i samica stoją na tylnych łapach wydając okrzyki. Całość może być mylnie brana za walkę i zmaganie.

## Hodowla
Dla tłustogona afrykańskiego mieszkaniem może być klatka dla małych gryzoni lub terrarium. Obowiązkowo musi się tam znaleźć pojemnik z pokarmem oraz poidło. Zwierzęta wymagają ruchu, więc należy im zapewnić dostęp do wybiegu oraz wyposażyć klatkę  kołowrotek dla gryzoni. Klatkę należy wyścielić ściółką. Żeby zapobiec przykrym zapachom można w kątach, gdzie zwierzak urządzi sobie toaletę posypać koci żwirek, na niego ściółkę. Tłustogony chętnie moszczą sobie gniazdo. Namiastką nory może być mały domek.